# Come Clean (Puddle of Mudd)
Het cd-album Come Clean kwam uit op 28 augustus 2001 en is gemaakt door de band Puddle of Mudd. De hitsingles "Control", "Blurry", "Drift and Die" en "She Hates Me" staan op deze cd.

## Nummers
1. "Control" – 3:50
2. "Drift & Die" – 4:25
3. "Out of My Head" – 3:43
4. "Nobody Told Me" – 5:22
5. "Blurry" – 5:04
6. "She Hates Me" – 3:36
7. "Bring Me Down" – 4:02
8. "Never Change" – 3:58
9. "Basement" – 4:22
10. "Said" – 4:05
11. "Piss It All Away" – 5:38

De volgende twee tracks zijn bonustracks en staan op sommige versies. Op andere staat er een van beide, beide of geen.
- "Abrasive" – 3:14
- "Control (Acoustic)" – 4:09

## Singles
- "Control" (2001)
- "Blurry" (2002)
- "Drift And Die" (2002)
- "She Hates Me" (2002)

## Credits
- Wes Scantlin – zanger, gitaar
- Paul Phillips – gitaar, zanger
- Greg Upchurch – drummer, zanger
- Douglas Ardito – bassist
- Fred Durst – producer, A&R
- Jordan Schur – producer
- Danny Wimmer – A&R-coördinator
- Les Scurry – productiecoördinator
- Andy Wallace – mixing